# Novion-Porcien
Novion-Porcien település Franciaországban, Ardennes megyében. Lakosainak száma 519 fő (2022. január 1.). Novion-Porcien Corny-Machéroménil, Faissault, Mesmont, Novy-Chevrières, Sery, Sorbon, Viel-Saint-Remy és Wagnon községekkel határos.

## Népesség
A település népességének változása:
| Lakosok száma | 573  | 467  | 477  | 494  | 504  | 497  | 488  | 497  | 502  | 519  |
|               | 1968 | 1982 | 1990 | 2006 | 2013 | 2015 | 2017 | 2019 | 2020 | 2022 |